# Apărarea Cádizului împotriva englezilor
Apărarea Cádizului (titlul complet - Apărarea Cádizului împotriva englezilor sau Debarcarea ostilă a englezilor în apropierea Cádizului în 1625 sub comanda ducelui de Leicester) este o pictură în ulei realizată de Francisco de Zurbarán, aflată acum la Muzeul Prado din Madrid.
Tabloul îi prezintă pe spaniolii care își pregătesc apărarea chiar înainte de sosirea expediției la Cádiz a lui Edward Cecil din 1625. În prim-plan în partea stângă, guvernatorul orașului Fernando Girón dă ordine subordonaților săi, inclusiv comandantului adjunct al domeniului, Diego Ruiz. În fundal sunt trupele engleze care debarcă în fața fortului El Puntal din Golful Cádiz.
Atribuită inițial lui Eugenio Caxés, acum se știe că a fost pictat de Zurbarán ca parte a unei proiect decorativ pentru Sala Regatului de la Palatul Buen Retiro din Madrid, care includea și Predarea Bredei a lui Velázquez și Recuperarea Bahíei de Todos los Santos a lui Juan Bautista Maíno. Zurbarán a realizat zece tablouri ale Muncilor lui Hercule pentru Sala Regatului - acestea sunt și acum la Prado.